# Lepidochrysops badhami
Lepidochrysops badhami is een vlinder uit de familie van de Lycaenidae. De wetenschappelijke naam van de soort is voor het eerst geldig gepubliceerd in 1956 door Van Son.